# Carrer de l'Era (Torroja del Priorat)
El Carrer de l'Era és un carrer catalogat com a monument del municipi de Torroja del Priorat (Priorat) i inclòs en l'Inventari del Patrimoni Arquitectònic Català.

## Descripció
És un carrer gairebé rectilini que duu de la part del poble a la plaça de l'església i perpendicular al carrer Major. En el seu tram final travessa un "perxe" que, en el seu temps, tancava la població. Conserva cases amb portalades interessants, algunes d'elles enrunades. Cal citar, entre d'altres les cases números 18 (1881), 19 (1881), s/n (1796) i una que fa cantonada amb el carrer Baixa de la Font (on té el núm. 12) de l'any 1779. El nivell fa que els dos carrers que hi desemboquen ho facin paral·lelament i amb una barana.
El paviment, de còdols, es conserva en un estat molt acceptable i contribueix a mantenir el tipisme de la localitat.

## Història
Sembla que cal datar el sector del carrer de l'Era dins de les ampliacions del segle xviii a causa de l'augment demogràfic experimentat pel poble en aquella centúria. Entre 1836 i 1838 es va refer la fortificació del poble arran de les guerres carlines i al capdamunt del carrer, sota el perxe s'hi va fer un portal que, com els altres, desaparegué cap a finals del segle xx.